# Chrodegang

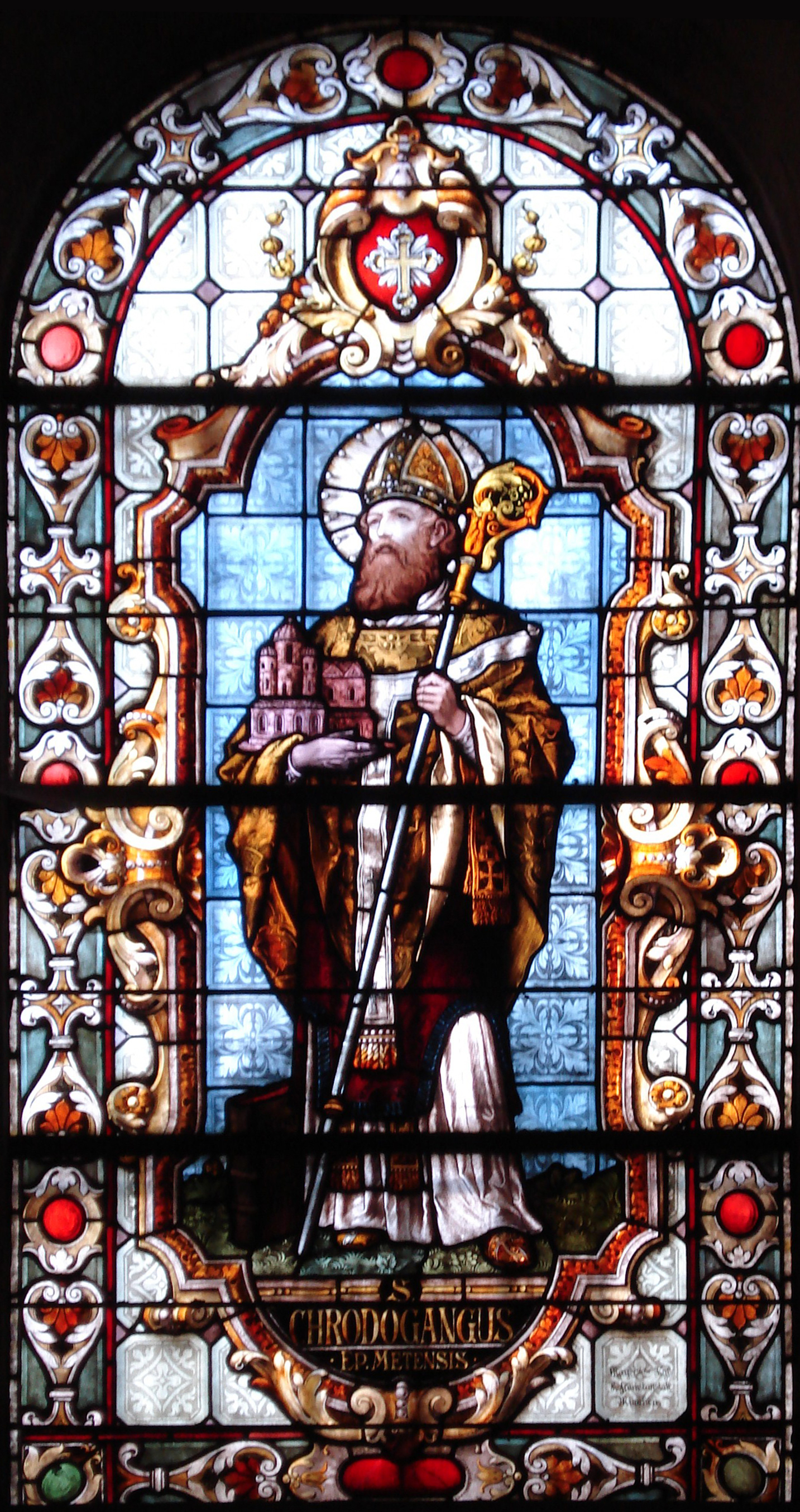
Sankt Chrodegang, Glasfenster der Kapelle Sainte Glossinde in Metz.

Chrodegang von Metz, auch Hruotgang (in „karolingischer“ Schreibweise) (* um 715 in Hasbania (dem heutigen Haspengau in der belgischen Provinz Limburg); † 6. März 766 in Metz) war ab 742 Bischof von Metz und Erzbischof von Austrasien. In der römisch-katholischen Kirche wird er als Heiliger verehrt. Er führte 754 das sogenannte kanonische Leben der Weltgeistlichen ein.

## Leben
Chrodegang stammte aus austrasischem Hochadel. Er erhielt eine hervorragende Ausbildung und wurde Sekretär und Minister Karl Martells. Im Jahr 742 wurde Chrodegang von Karlmann zum Bischof von Metz ernannt. Er trat für die Selbstständigkeit der fränkischen Kirche ein und arbeitete zugleich an ihrer Verbindung mit Rom.
Als der Papst Stephan II. sich auf der Suche nach einer Schutzmacht Roms an den fränkischen König Pippin dem Jüngeren wandte, entsandte dieser eine Delegation unter der Leitung Chrodegangs und dessen Schwager Autchar nach Rom, um Stephan sicher ins Frankenland zu geleiten.
Aufgrund seiner Verdienste als Vermittler zwischen Pippin und Stephan wurde er im Jahr 754 durch den Papst zum Erzbischof und austrasischen Metropoliten (als Nachfolger des Bonifatius) erhoben.
Während seiner Amtszeit als Bischof gründete und erneuerte Chrodegang unter anderem die Klöster Gorze, Lorsch und Gengenbach. Er führte die lateinische Liturgie ein und schuf mit der Regula canonicorum, die das „kanonische Leben der Weltgeistlichen“ regelte, eine weit verbreitete Regel für den Kanoniker (→ Kollegiatstift), die auch die Sorge um die Kranken und Bedürftigen vorsah und damit eine Rolle bei der Gründung christlicher Spitäler spielte.
Chrodegang starb am 6. März 766 in Metz und ist im nahegelegenen Kloster Gorze bestattet. Sein Gedenktag (evangelisch, römisch-katholisch und orthodox) ist der 6. März. Der althochdeutsche Name Chrodegang bedeutet der berühmte (Waffen-)Gänger.

## Einfluss auf die Culdeer
Es scheint zumindest wahrscheinlich, dass die Liturgie nach Chrodegang (liturgische Gesänge und das kanonische Leben von Weltgeistlichen) von irischen Mönchen aus dem nordöstlichen Gallien in ihrer ursprünglichen Heimat verbreitet wurde.
Im Laufe des neunten Jahrhunderts fanden neun Orte in Irland (einschließlich Armagh, Clonmacnoise, Clones, Devenish und Sligo) als Klöster Erwähnung, an denen die Gemeinschaften der Culdeer wie eine Art „Anhang“ zu den üblichen klösterlichen Einrichtungen gegründet wurden.
Die Culdeer scheinen besonders die Fürsorge über die Armen und die Kranken innegehabt zu haben und interessierten sich für den musikalischen Teil der Anbetungen.